# Rumea
Rumea is een geslacht van rechtvleugeligen uit de familie krekels (Gryllidae). De wetenschappelijke naam van dit geslacht is voor het eerst geldig gepubliceerd in 1988 door Desutter-Grandcolas.

## Soorten
Het geslacht Rumea omvat de volgende soorten:
- Rumea gaschei Desutter-Grandcolas, 1988
- Rumea guyanensis Desutter-Grandcolas, 1992
- Rumea manauensis Chamorro-Rengifo & Lopes-Andrade, 2009
- Rumea micra Desutter-Grandcolas, 1992
- Rumea tigris Chamorro-Rengifo & Lopes-Andrade, 2009
- Rumea zebra Chamorro-Rengifo & Lopes-Andrade, 2009